# Bulgarije op het Eurovisiesongfestival 2009
Bulgarije deed mee aan het Eurovisiesongfestival 2009 in Moskou. Het was de vijfde deelname van het land op het Eurovisiesongfestival. BNT was verantwoordelijk voor de Bulgaarse bijdrage voor de editie van 2009.

## Nationale finale
Na 9 voorrondes waarbij elk 2 artiesten zich kwalificeerden was er een halve finale met 18 kandidaten.
9 van deze artiesten gingen door naar de grote finale.
De nationale finale vond plaats op 21 februari 2009 met 12 artiesten, de 9 uit de halve finale en nog 3 wildcards.
De winnaar werd bepaald door een combinatie van jury en televoting.

### Halve finale
| Volgorde | Artiest                      | Lied                       |
| -------- | ---------------------------- | -------------------------- |
| 1        | Ivelina                      | "Ready For Love"           |
| 2        | Moto                         | "Razstoyaniya"             |
| 3        | Deyan Dzhenkov               | "Imam tvoeto ime"          |
| 4        | Gergana Dimova               | "Yasno slantse"            |
| 5        | Stefan Dobrev                | "Everlasting Love"         |
| 6        | Prima Vista                  | "Let's Spread Love"        |
| 7        | Erilien & Najam Sheraz       | "Don't Break My Heart"     |
| 8        | Iskra & Misha Iliev          | "Dokosni me"               |
| 9        | Sahara                       | "Don't Kiss For The Money" |
| 10       | Plamen Penev                 | "Dalechen svyat"           |
| 11       | JuraTone feat. Lady B        | "Chance To Love You"       |
| 12       | Zona                         | "Senki"                    |
| 13       | Stefan Ilchev                | "Get Up"                   |
| 14       | Nora                         | "It's Not Right"           |
| 15       | Emilya Valenti               | "S teb"                    |
| 16       | Krassimir Avramov            | "Illusion"                 |
| 17       | Tedi Slavcheva feat.Teni&Iva | "Don't Look for Me"        |
| 18       | Dani Milev                   | "Nyama vreme"              |

### Finale
| Volgorde | Artiest                | Lied                         | Televoting/SMS | Plaats |
| -------- | ---------------------- | ---------------------------- | -------------- | ------ |
| 1        | Stefan Ilchev          | "Get Up"                     | 2,95%          | 7      |
| 2        | Moto                   | "Razstoyaniya"               | 0,37%          | 12     |
| 3        | Poli Genova            | "One Lifetime Is Not Enough" | 11,74%         | 2      |
| 4        | Danny Milev            | "Nyama vreme"                | 2,39%          | 9      |
| 5        | Ivelina                | "Ready for love"             | 2,53%          | 8      |
| 6        | Grafa                  | "Vrag"                       | 3,91%          | 5      |
| 7        | Sahara                 | "Don't Kiss For The Money"   | 3,20%          | 6      |
| 8        | Mariana Popova         | "Crazy"                      | 8,45%          | 3      |
| 9        | Jura Tone feat. Lady B | "Chance To Love You"         | 2,03%          | 10     |
| 10       | Stefan Dobrev          | "Everlasting"                | 1,16%          | 11     |
| 11       | Krassimir Avramov      | "Illusion"                   | 55,52%         | 1      |
| 12       | Nora                   | "It's Not Right"             | 5,75%          | 4      |

## In Moskou
In de halve finale moest Bulgarije aantreden als 11de net na Israël en voor IJsland. Op het einde van de avond bleek dat ze niet in de enveloppen zaten en op de 16de plaats waren geëindigd met 7 punten.
België had geen punten over voor deze inzending en Nederland zat in de andere halve finale.

### Gekregen punten

#### Halve finale
| 12 punten         | 10 punten | 8 punten | 7 punten  | 6 punten |
| ----------------- | --------- | -------- | --------- | -------- |
|                   |           |          |           |          |
| 5 punten          | 4 punten  | 3 punten | 2 punten  | 1 punt   |
| - Noord-Macedonië |           |          | - Turkije |          |

### Punten gegeven door Bulgarije

#### Halve finale 1
Punten gegeven in de halve finale:
| 12 punten | Turkije               |
| 10 punten | Noord-Macedonië       |
| 8 punten  | Armenië               |
| 7 punten  | Bosnië en Herzegovina |
| 6 punten  | IJsland               |
| 5 punten  | Roemenië              |
| 4 punten  | Israël                |
| 3 punten  | Malta                 |
| 2 punten  | Portugal              |
| 1 punt    | Wit-Rusland           |

#### Finale
Punten gegeven in de finale:
| 12 punten | Griekenland           |
| 10 punten | Turkije               |
| 8 punten  | Azerbeidzjan          |
| 7 punten  | Verenigd Koninkrijk   |
| 6 punten  | Armenië               |
| 5 punten  | IJsland               |
| 4 punten  | Bosnië en Herzegovina |
| 3 punten  | Finland               |
| 2 punten  | Noorwegen             |
| 1 punt    | Litouwen              |

| 12 punten | Griekenland           |
| 10 punten | Verenigd Koninkrijk   |
| 8 punten  | IJsland               |
| 7 punten  | Finland               |
| 6 punten  | Litouwen              |
| 5 punten  | Denemarken            |
| 4 punten  | Azerbeidzjan          |
| 3 punten  | Bosnië en Herzegovina |
| 2 punten  | Kroatië               |
| 1 punt    | Turkije               |

| 12 punten | Turkije               |
| 10 punten | Griekenland           |
| 8 punten  | Armenië               |
| 7 punten  | Azerbeidzjan          |
| 6 punten  | Noorwegen             |
| 5 punten  | Rusland               |
| 4 punten  | Bosnië en Herzegovina |
| 3 punten  | Moldavië              |
| 2 punten  | Roemenië              |
| 1 punt    | Verenigd Koninkrijk   |

2005 · 2006 · 2007 · 2008 · 2009 · 2010 · 2011 · 2012 · 2013 · 2014-2015 · 2016 · 2017 · 2018 · 2019-2020 · 2021 · 2022 · 2023-2025